# Tombeau de Jakob von Sierck
Le tombeau de Jakob von Sierck est une dalle funéraire sculptée exposé au musée de la cathédrale de Trèves. Elle est réalisée par le sculpteur Nicolas de Leyde en 1462 pour la tombe de Jakob von Sierck, archevêque de Trèves.

## Histoire
Le tombeau porte la date de 1462, qui indique quand il a été terminé. Jakob von Sierck étant mort en 1456, il est donc probable que la sculpture ait commencée après sa mort. Néanmoins l’archevêque rédige peu de temps avant sa mort un testament dans lequel il donne des indications sur le lieu de sa sépulture, entre le maître autel et l’autel de la Sainte-Croix dans l’église Notre-Dame de Trèves. Le texte ne contient pas d’indications sur le choix du sculpteur et le programme, mais il est assez probable que Jakob von Sierck ait fourni des indications supplémentaires sur ses attentes. Néanmoins, le tombeau pourrait aussi avoir été commandé par son frère, Philipp von Sierck ou par son successeur, Johann II von Baden, bien que le tombeau de ce dernier soit très différent. Le grand nombre d’œuvres que Nicolas de Leyde réalise à cette époque, ainsi que le fait que d’autres commandes, par exemple celle du retable de Nördlingen, aient été réalisées à Strasbourg, laisse à penser que le sculpteur ne s’est pas déplacé à Trèves, mais a sculpté le tombeau dans son atelier strasbourgeois.
La construction d’un nouveau maître autel entre 1777 et 1778 entraîne le déplacement du tombeau. C’est à cette époque que le soubassement est détruit. La dalle subsistante est encore déplacée en 1803 dans la première chapelle du cloître de la cathédrale. Quelques décennies plus tard, en 1844, il est envisagé de remettre la dalle dans l’église Notre-Dame, en la plaçant à la verticale contre un mur. Elle se brise toutefois en deux au cours de la mise en œuvre et le projet est abandonné, la dalle restant dans la chapelle. Elle est finalement transportée en 1904 au musée de la cathédrale de Trèves.

## Description
La partie subsistante du tombeau est une dalle en pierre de Jaumont sur laquelle repose un gisant, qui est taillé dans un bloc différent ; l’ensemble du coffre est absent et considéré détruit. L’état de conservation général est médiocre : la dalle a été séparée du reste du tombeau de manière peu soignée et les manques et éclats sont nombreux. Il manque notamment sur la dalle de grandes portions de la baguette moulurée, tandis que le gisant a perdu tout ses doigts, les parties supérieure et inférieure de la crosse, le sommet de la mitre ainsi qu’une grande partie de l’aube et du pied du côté droit. La sculpture ne porte aucune trace de polychromie, ce qui semble lié au fait qu’elle n’a a jamais été peinte.
La dalle prend la forme d’un tronc de pyramide et mesure en tout 253 × 121 × 19 cm. La partie supérieure est un rectangle, dont la surface est lissée à la pointe et au ciseau, bordé par une moulure en forme de baguettes se croisant aux angles. À l’exception de la partie supérieure, les flancs portent une inscription sculptée sur une banderole clouée.
Le gisant est presque entièrement en ronde-bosse et sculpté d’un seul tenant dans un unique bloc. La sculpture est caractérisée par le recours à des reliefs, des creux et des évidements importants. Malgré une certaine recherche de détails, allant par exemple jusqu’à représenter la couture de la semelle des chaussures, la sculpture est parfois assez sommaire, notamment sur les franges des vêtements et les pierreries de la mitre.

## Analyse

### Essai de reconstitution
L’état initial du tombeau est approximativement connu d’après des descriptions anciennes et le testament de Jakob von Sierck. Le tombeau d’origine est une structure à deux niveaux, la dalle et le gisant conservés constituent le niveau supérieur, supporté aux angles sur quatre piliers polygonaux reliés par des frises de rinceaux ou des réseaux géométriques, tandis qu’un transi se trouvait en dessous.
Le fait qu’il n’y ait pas d’inscription du côté de la tête du tombeau et la présence de trous de chevilles suggère qu’il était attaché de ce côté à un autre élément comme un baldaquin ou, plus vraisemblablement, un relief évoquant un retable, à l’instar du tombeau de Henri III de Brabant et de son épouse.